# 技術プロダクション
技術プロダクション（ぎじゅつプロダクション）は、映画、放送、広告等の制作に関する技術業務を担当する会社。一般的に技術会社と呼ばれ、特にテレビ番組の制作技術を担当する会社を指すことが多い。

## 概要
番組制作会社がディレクターやプロデューサーなどを擁し、番組の企画内容や演出面を担うのに対し、技術プロダクションは撮影や、照明、音声、送出などの専門知識を持った技術者を擁し、主に技術面に特化した業務を行う。中には番組制作会社の業務と技術プロダクションの業務も兼任する企業もある。
大手映画会社や、公共放送、キー局、準キー局などの放送局は、子会社として自社の技術プロダクションを有している。
また、技術プロダクションの中でも映像編集や効果音の挿入など、撮影後の業務（ポストプロダクション）を主に担う企業は、そのままポストプロダクションと呼称されることが多い。

## 主な業務
- 制作技術
  - 撮影（テレビカメラマン）
  - 音声（音響技術者、録音技師）
  - 照明（ライティングディレクター）
  - VE（ビデオエンジニア）
  - SW（スイッチャー）

- 送出技術
  - マスター運用

- ポストプロダクション
  - EED（映像編集）
    - リニア編集
    - ノンリニア編集
    - CG制作

  - MA（マルチオーディオ)

## 日本の主な技術プロダクション

### 放送局系
- NHKテクノロジーズ（日本放送協会）
- 日テレ・テクニカル・リソーシズ（日本テレビホールディングス）
- テイクシステムズ（テレビ朝日）
- 東京サウンドプロダクション（テレビ朝日）
- トラストネットワーク（テレビ朝日）
- 放送技術社（テレビ朝日）
- TBSアクト（TBSホールディングス）
- テクノマックス（テレビ東京ホールディングス）
- フジ・メディア・テクノロジー（フジ・メディア・ホールディングス）
- 共同テレビジョン（フジ・メディア・ホールディングス）
- 放送映画製作所（MBSメディアホールディングス）
- アイネックス（朝日放送グループホールディングス）
- テーク・ワン（テレビ大阪）
- ウエストワン（関西テレビ放送）
- ytv Nextry（讀賣テレビ放送）
- 東海テレビプロダクション（東海テレビ放送）
- CTV MID ENJIN（中京テレビ放送）
- CBC Dテック（中部日本放送）
- 名古屋テレビ映像（名古屋テレビ放送）
- TSSプロダクション（テレビ新広島）
- VSQ（テレビ西日本）

### 芸能プロダクション系
- よしもとブロードエンタテインメント（吉本興業ホールディングス）
  - よしもとブロードテック

### 独立系
- 池田屋
- IMAGICA Lab.
- エキスプレス
- スウィッシュ・ジャパン
- ニユーテレス
- ヌーベルバーグ
- 千代田ビデオ